# Slätbaken

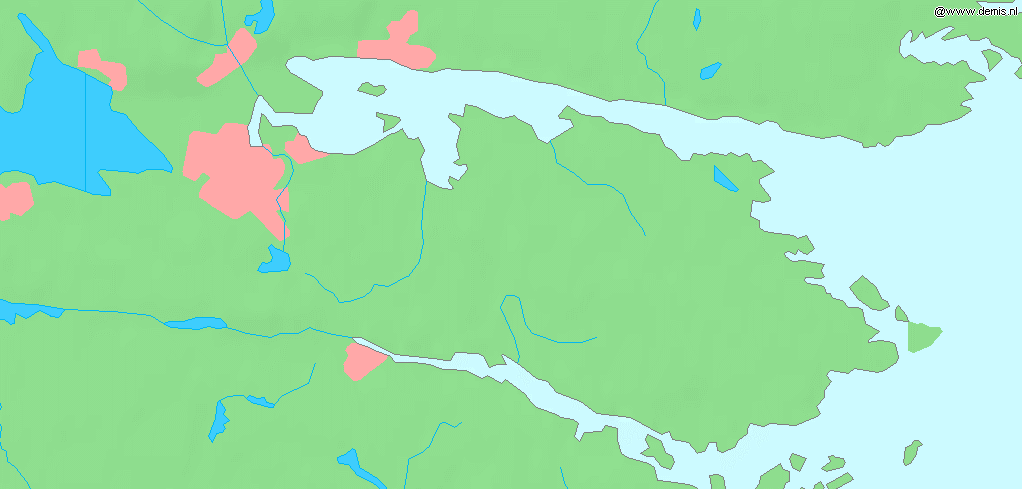
Mapa da península de Vikbolandet, com Bråviken a norte, e Slätbaken a sul. A cidade perto da ponta de Slätbaken é Söderköping

Slätbaken é uma baía do Mar Báltico, situada na província da Gotalândia Oriental (Östergötland), e localizada na proximidade da pequena localidade sueca de Mem, onde termina o Canal de Gota. É uma baía estreita e profunda com 20 km de comprimento e uma largura máxima de 3 km, atingindo os 45 m de profundidade.